# Chulmleigh
Chulmleigh är en by och en civil parish i North Devon i Devon i England. Orten har 1 323 invånare (2011). Byn nämndes i Domedagsboken (Domesday Book) år 1086, och kallades då Calmonleuge/Chalmonleuga.